# 若山牧水記念文学館
若山牧水記念文学館（わかやまぼくすいきねんぶんがくかん）は、宮崎県日向市東郷町にある文学館。

## 概要
2005年（平成17年）に牧水生誕120周年を記念して開館した文学館で、若山牧水の生家から徒歩5分ほどの牧水公園内にある。館長は歌人の伊藤一彦。若山牧水について展示されている第1展示室のほかに、日向市出身の詩人高森文夫についての第2展示室がある。また企画展示室もあり、若山牧水賞の企画展などが定期的に開催されている。

## 利用案内
- 所在地：〒883-0211　宮崎県日向市東郷町坪谷1271
- 開館時間：9:00 - 17:00（入館は16:30まで）
- 休館日：月曜日（祝日を除く）、年末年始（12月29日 - 1月3日）
- 入館料：高校生以上310円、小・中学生100円
※20人以上で団体割引　高校生以上250円、小・中学生80円

## アクセス
- バス：宮崎交通バス「日向市駅東口」から「牧水生家」下車、徒歩5分
- 車：JR「日向市駅」から約35分